# Municipio de Clark (condado de Faribault)
El municipio de Clark (en inglés: Clark Township) es un municipio ubicado en el condado de Faribault en el estado estadounidense de Minnesota. En el año 2010 tenía una población de 254 habitantes y una densidad poblacional de 2,89 personas por km².

## Geografía
El municipio de Clark se encuentra ubicado en las coordenadas 43°42′54″N 93°42′18″O / 43.71500, -93.70500. Según la Oficina del Censo de los Estados Unidos, el municipio tiene una superficie total de 87.95 km², de la cual 87,49 km² corresponden a tierra firme y (0,52 %) 0,46 km² es agua.

## Demografía
Según el censo de 2010, había 254 personas residiendo en el municipio de Clark. La densidad de población era de 2,89 hab./km². De los 254 habitantes, el municipio de Clark estaba compuesto por el 94,49 % blancos, el 0,39 % eran amerindios, el 0,39 % eran asiáticos, el 3,15 % eran de otras razas y el 1,57 % eran de una mezcla de razas. Del total de la población el 6,69 % eran hispanos o latinos de cualquier raza.